# Schlafmann Barn
La Schlafmann Barn est une grange américaine située à Turtle Lake, dans le comté de McLean, au Dakota du Nord. Elle est inscrite au Registre national des lieux historiques depuis le 13 décembre 2022.